# Jeroen Pols
Jeroen Sebastiaan Pols (Blomberg, 1968) is een Nederlands jurist. Pols spande als mede-oprichter van actiegroep Viruswaarheid meerdere rechtszaken aan tegen de Nederlandse staat en haalde daarmee ten tijde van de coronapandemie regelmatig het nieuws.

## Biografie
Pols groeide op in Zuid-Limburg. Na zijn staatsexamen vwo startte hij een studie economie in Amsterdam, had hij enige tijd een bedrijf in Istanboel en werkte hij enkele jaren in Afrika. Pols belandde in de criminaliteit en werd in 2000 veroordeeld tot een gevangenisstraf van 4,5 jaar vanwege handel in xtc-pillen en cocaïne, en lidmaatschap van een criminele organisatie. Officier van justitie in deze zaak was de latere staatssecretaris Fred Teeven. In de gevangenis besloot Pols het roer om te gooien en startte hij een studie rechten aan de Open Universiteit. Hij rondde deze studie naar eigen zeggen in drie jaar cum laude af.
Na zijn vrijlating kwam Pols als juridisch adviseur in dienst bij de familie Engel. In die rol vocht hij vooral tegen Nederlandse overheidsorganen, en veelal in de regio Rotterdam. Hij stond vader Cees Engel bij in procedures tegen de overheid rondom de Rijsbergse camping Fort Oranje, wat hem en Cees Engel na de ontruiming van de camping een gebiedsverbod opleverde van de gemeente Zundert, naar verluidt omdat ze de campingbewoners zouden ‘opruiien’. Ook werd hij met Jan Engel gezamenlijk eigenaar van een aantal panden in het Duitse Bremerhaven die voor prostitutiedoeleinden verhuurd worden.
Ten tijde van de coronacrisis in Nederland richtte hij samen met zoon Willem Engel de actiegroep Viruswaanzin op (later omgedoopt tot Viruswaarheid). Namens deze actiegroep procedeerde Pols meerdere keren tegen de Nederlandse Staat.
Meerdere processen in het kader van Viruswaarheid werden verloren. Eind 2020 won Pols echter een kort geding tegen de Nederlandse Staat. Hij eiste dat Nederland van zijn gezin niet mocht vragen om eerst een PCR-test te ondergaan op een besmetting met Covid-19 en een negatief testresultaat te tonen, alvorens vanuit Tanzania terug naar Nederland te reizen. Ook de rechtszaak tegen de avondklok tijdens de coronacrisis, aangespannen door Pols en Engel, leidde tot een succesje. De rechtbank in Den Haag gaf hen in zoverre gelijk dat de rechter meende dat er onvoldoende juridische basis voor het regeringsbesluit tot instellen van de avondklok bestond; de Staat ging in hoger beroep en de regering zorgde alsnog voor een wettelijke basis voor de avondklok door middel van een spoedwetswijziging van de coronawet, die op 18 februari 2021 werd aangenomen door de Tweede Kamer en een dag later, op de dag van de behandeling van het hoger beroep, tevens door de Eerste Kamer. Overigens werd het vonnis van de rechtbank Den Haag door het Hof ongedaan gemaakt.

## Privé
Pols is getrouwd met een jeugdliefde die hij kende van het Luzac college, en heeft met haar twee kinderen.